# Gertrude di Merania
Gertrude di Merania (Andechs, 1185 – Monti Pilis, 28 settembre 1213) fu regina d'Ungheria come moglie del re Andrea II il Gerosolimitano.

## Biografia
Figlia del conte di Andechs Bertoldo IV, duca di Merania, e di sua moglie Agnese, fu sorella della regina di Francia Agnese, del patriarca di Aquileia Bertoldo e della duchessa di Slesia Sant'Edvige.
Nel 1203 sposò il figlio del re Bela III d'Ungheria, Andrea, all'epoca sovrano della Galizia orientale: quando il marito ereditò il regno del padre (1205), Gertrude divenne regina di Ungheria. Diede ad Andrea cinque figli: Anna Maria, futura moglie di Ivan Asen II di Bulgaria; Béla, che succedette al padre sul trono; Elisabetta, duchessa di Turingia (poi proclamata santa); Colomanno, duca di Slavonia, e Andrea, re di Galizia.
Cadde vittima di una congiura di nobili magiari, che la ritenevano colpevole di aver favorito i suoi connazionali tedeschi, e venne assassinata nella foresta di Pilis nel 1213.
Per la stesura di una delle sue più celebri tragedie, Bánk Bán (1815), il drammaturgo József Katona trasse spunto proprio dalla triste vicenda di Gertrude. Ferenc Erkel ha musicato il dramma (1861), creando una delle opere liriche più amate dal pubblico ungherese.

## Ascendenza
|                       |                   |                                            | Genitori                                        |  |  | Nonni |  |  | Bisnonni              |  |  | Trisnonni |  |
|                       |                   |                                            |                                                 |  |  |       |  |  | Bertoldo II d'Andechs |  |  | …         |  |
|                       |                   |                                            |                                                 |  |  |       |  |  | Bertoldo II d'Andechs |  |  | …         |  |
|                       |                   | …                                          |                                                 |  |  |       |  |  | Bertoldo II d'Andechs |  |  |           |  |
| Bertoldo I d'Istria   |                   |                                            |                                                 |  |  |       |  |  | Bertoldo II d'Andechs |  |  |           |  |
|                       |                   | Sofia di Carniola                          | Poppo II di Carniola                            |  |  |       |  |  |                       |  |  |           |  |
|                       |                   | Sofia di Carniola                          | Poppo II di Carniola                            |  |  |       |  |  |                       |  |  |           |  |
|                       |                   | Sofia di Carniola                          | Riccarda d'Istria                               |  |  |       |  |  |                       |  |  |           |  |
| Bertoldo IV d'Andechs |                   | Sofia di Carniola                          |                                                 |  |  |       |  |  |                       |  |  |           |  |
|                       |                   | Ottone IV di Wittelsbach                   | Eccardo I di Scheyern                           |  |  |       |  |  |                       |  |  |           |  |
|                       |                   | Ottone IV di Wittelsbach                   | Eccardo I di Scheyern                           |  |  |       |  |  |                       |  |  |           |  |
|                       |                   | Ottone IV di Wittelsbach                   | Riccarda di Carniola                            |  |  |       |  |  |                       |  |  |           |  |
| Edvige di Wittelsbach |                   | Ottone IV di Wittelsbach                   |                                                 |  |  |       |  |  |                       |  |  |           |  |
|                       |                   | Heilika di Pettendorf-Lengenfeld-Hopfenohe | Federico III di Pettendorf-Lengenfeld-Hopfenohe |  |  |       |  |  |                       |  |  |           |  |
|                       |                   | Heilika di Pettendorf-Lengenfeld-Hopfenohe | Federico III di Pettendorf-Lengenfeld-Hopfenohe |  |  |       |  |  |                       |  |  |           |  |
|                       |                   | Heilika di Pettendorf-Lengenfeld-Hopfenohe | …                                               |  |  |       |  |  |                       |  |  |           |  |
| Gertrude di Merania   |                   | Heilika di Pettendorf-Lengenfeld-Hopfenohe |                                                 |  |  |       |  |  |                       |  |  |           |  |
|                       | Corrado di Meißen | Thimo di Wettin                            |                                                 |  |  |       |  |  |                       |  |  |           |  |
|                       | Corrado di Meißen | Thimo di Wettin                            |                                                 |  |  |       |  |  |                       |  |  |           |  |
|                       | Corrado di Meißen | Ida di Northeim                            |                                                 |  |  |       |  |  |                       |  |  |           |  |
| Dedi III di Lusazia   | Corrado di Meißen |                                            |                                                 |  |  |       |  |  |                       |  |  |           |  |
|                       |                   | Luitgarda di Ravenstein                    | Adalberto di Ravenstein                         |  |  |       |  |  |                       |  |  |           |  |
|                       |                   | Luitgarda di Ravenstein                    | Adalberto di Ravenstein                         |  |  |       |  |  |                       |  |  |           |  |
|                       |                   | Luitgarda di Ravenstein                    | Berta di Boll                                   |  |  |       |  |  |                       |  |  |           |  |
| Agnese di Rochlitz    |                   | Luitgarda di Ravenstein                    |                                                 |  |  |       |  |  |                       |  |  |           |  |
|                       |                   | …                                          | …                                               |  |  |       |  |  |                       |  |  |           |  |
|                       |                   | …                                          | …                                               |  |  |       |  |  |                       |  |  |           |  |
|                       |                   | …                                          | …                                               |  |  |       |  |  |                       |  |  |           |  |
| Matilde di Heinsberg  |                   | …                                          |                                                 |  |  |       |  |  |                       |  |  |           |  |
|                       |                   | …                                          | …                                               |  |  |       |  |  |                       |  |  |           |  |
|                       |                   | …                                          | …                                               |  |  |       |  |  |                       |  |  |           |  |
|                       |                   | …                                          | …                                               |  |  |       |  |  |                       |  |  |           |  |
|                       |                   | …                                          |                                                 |  |  |       |  |  |                       |  |  |           |  |